# Zodionemertes chilensis
Zodionemertes chilensis är en djurart som tillhör fylumet slemmaskar, och som beskrevs av Gibson 1985. Zodionemertes chilensis ingår i släktet Zodionemertes och familjen Cerebratulidae. Inga underarter finns listade i Catalogue of Life.